# Skulpturenpark des Moderna Museet

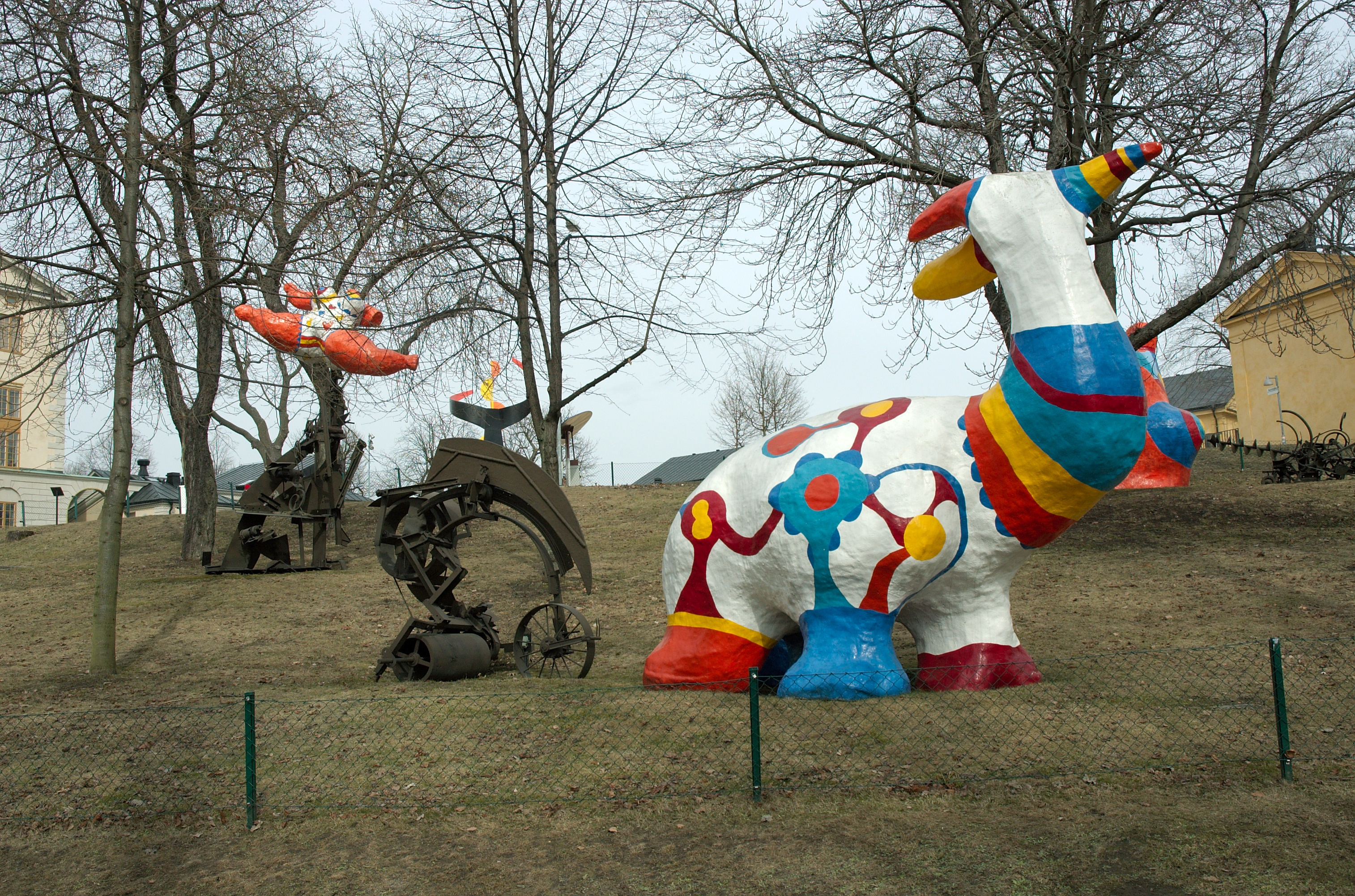
The Fantastic Paradise (1966)

Der Skulpturenpark des Moderna Museet auf der Insel Skeppsholmen in Stockholm, Schweden, dient der Ausstellung von Skulpturen des Moderna Museet.
Besonders augenfällig ist die 16-teilige Skulpturengruppe der Kinetischen Kunst The Fantastic Paradise der Bildhauer Niki de Saint Phalle und Jean Tinguely.

## Sammlung
1. The Four Elements (1961) (nach einem Modell von 1938), bewegliches Kunstwerk von Alexander Calder
2. The Fantastic Paradise, (1966) (Das fantastische Paradies), von Niki de Saint Phalle und Jean Tinguely
3. Lenin Monument 13. April, 1917 (1977) von Björn Lövin
4. Ohne Titel (1981), (Schwarz-Schwedisch), von Ulrich Rückriem
5. Pavillon Sculpture II (1984) von Dan Graham
6. Unbenannt (1999–2000) von Per Kirkeby
7. The Man on the Temple (1980) (Der Mann auf dem Tempel), von Bjørn Nørgaard
8. Déjeuner sur l'herbe (1962) (Skulpturengruppe), von Pablo Picasso/Carl Nesjar (1964–1966)
9. Monument to the Last Cigarette (1975) (Monument für die letzte Zigarette), von Erik Dietman
10. Monumental Figure (1927) (Monomentalfigur) von Christian Berg
11. Louisa (1987) von Thomas Woodruff
12. Instabil (2005) von Lars Englund
13. Close contact (2008) von Gustav Kraitz

## Fotogalerie

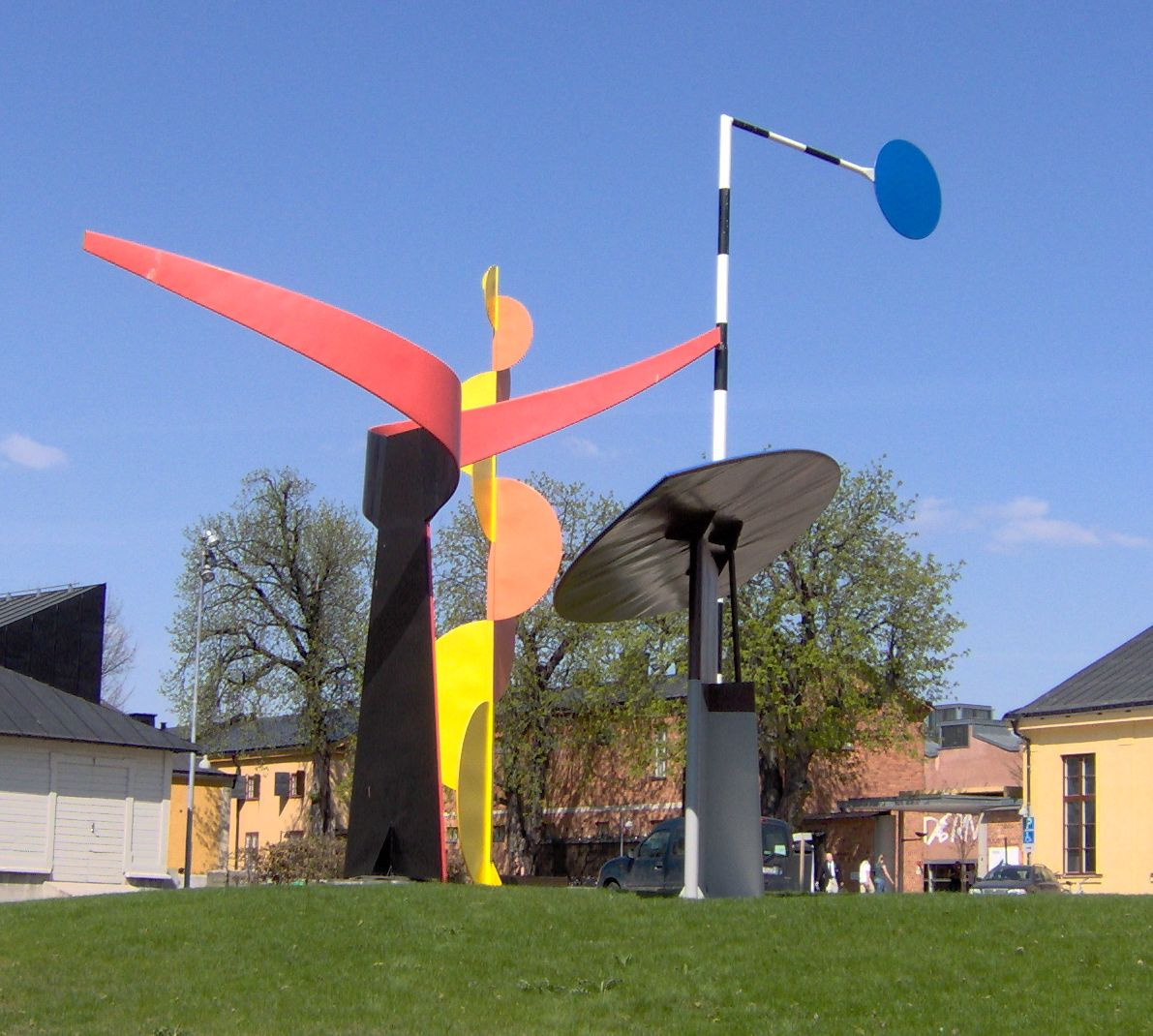
Alexander Calder: "The Four Elements"
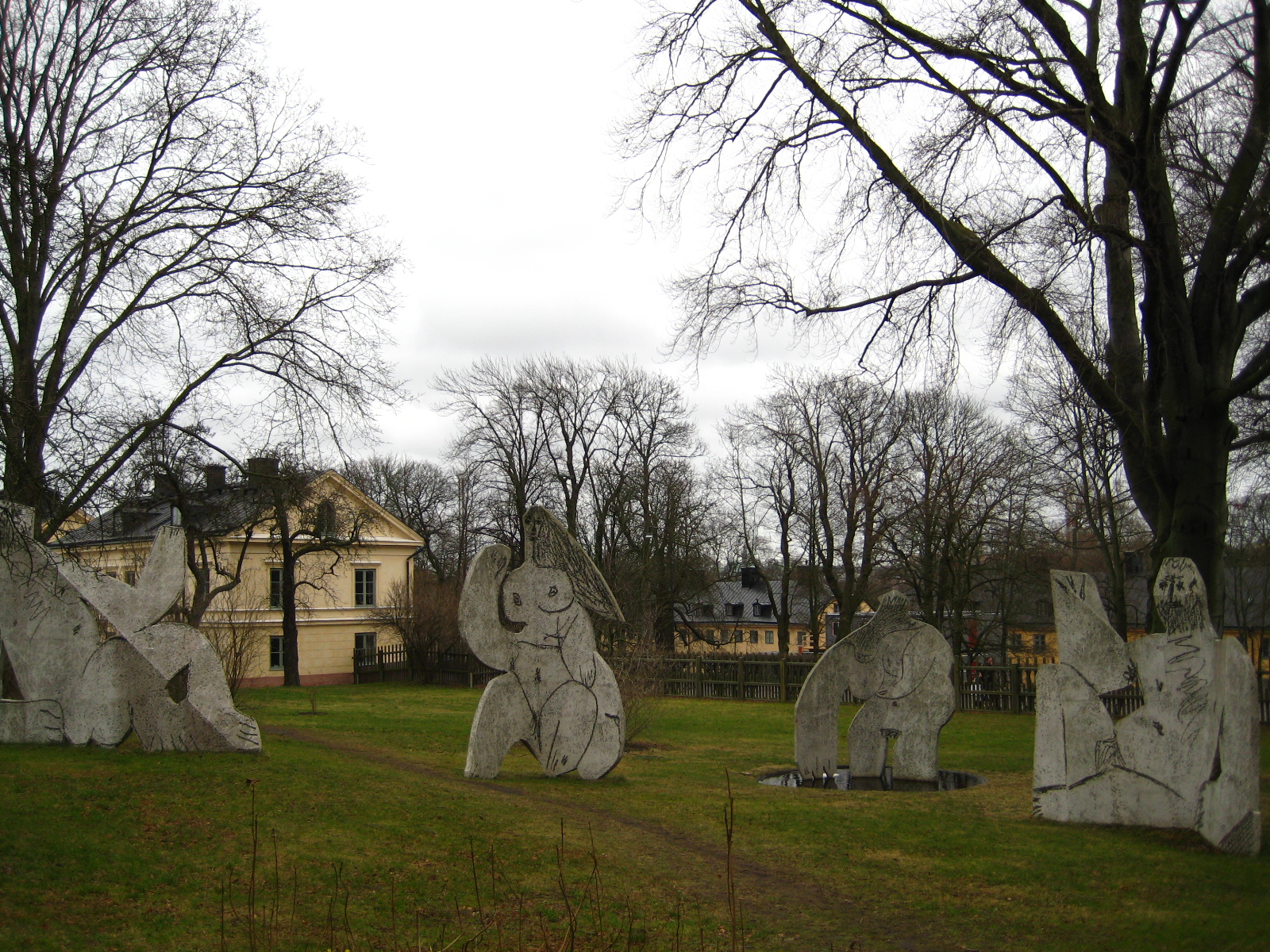
Pablo Picasso: "Déjeuner sur l'herbe" (detail)
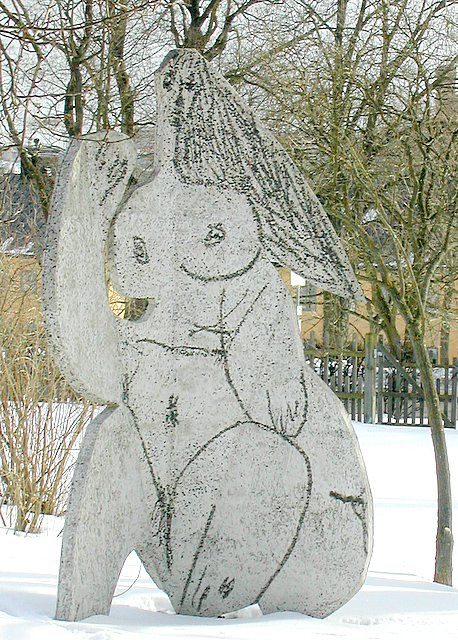
Pablo Picasso: "Déjeuner sur l'herbe"
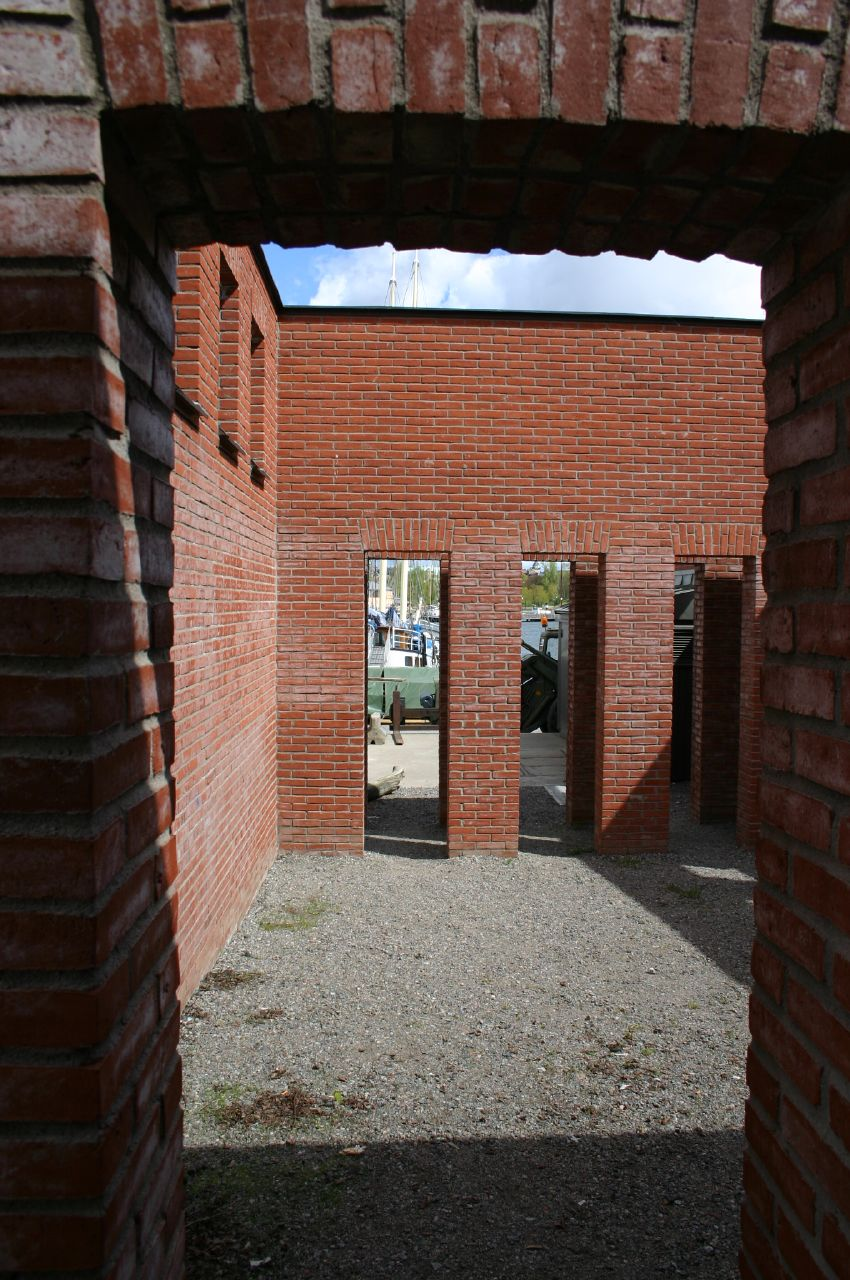
Per Kirkeby: "Untitled"
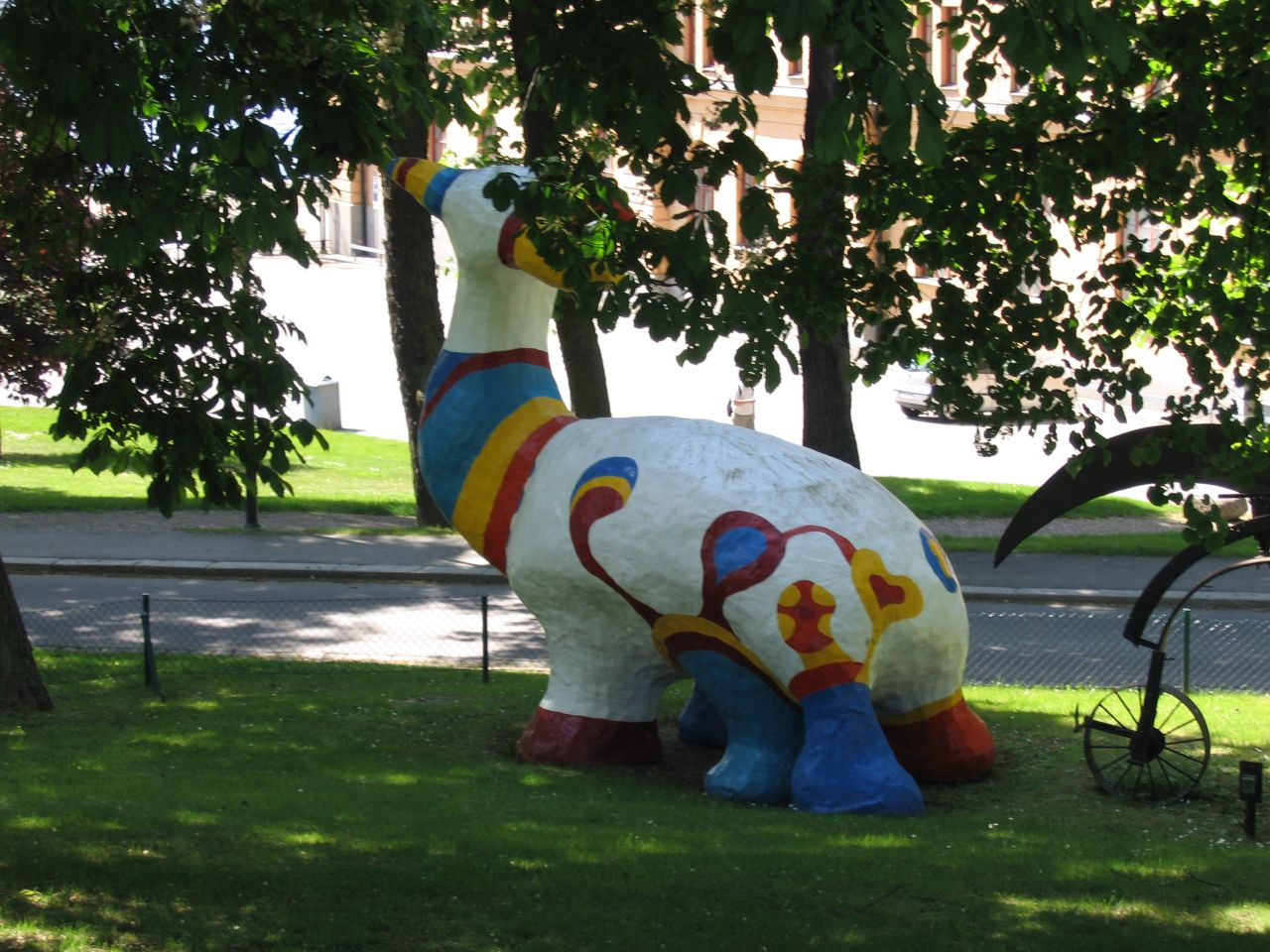
Niki de Saint Phalle: "The Fantastic Paradise"
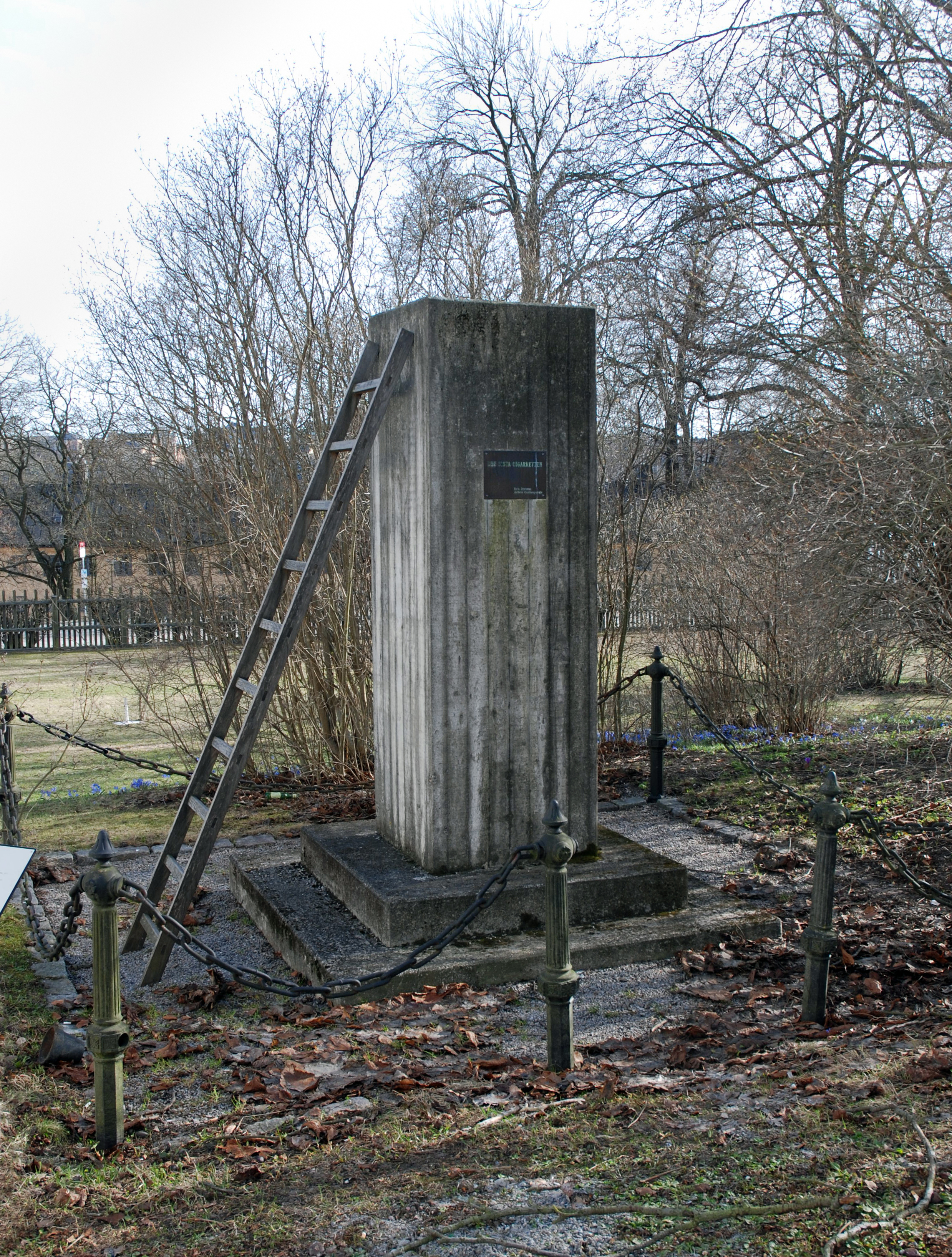
Erik Dietman: "Den sista cigaretten"
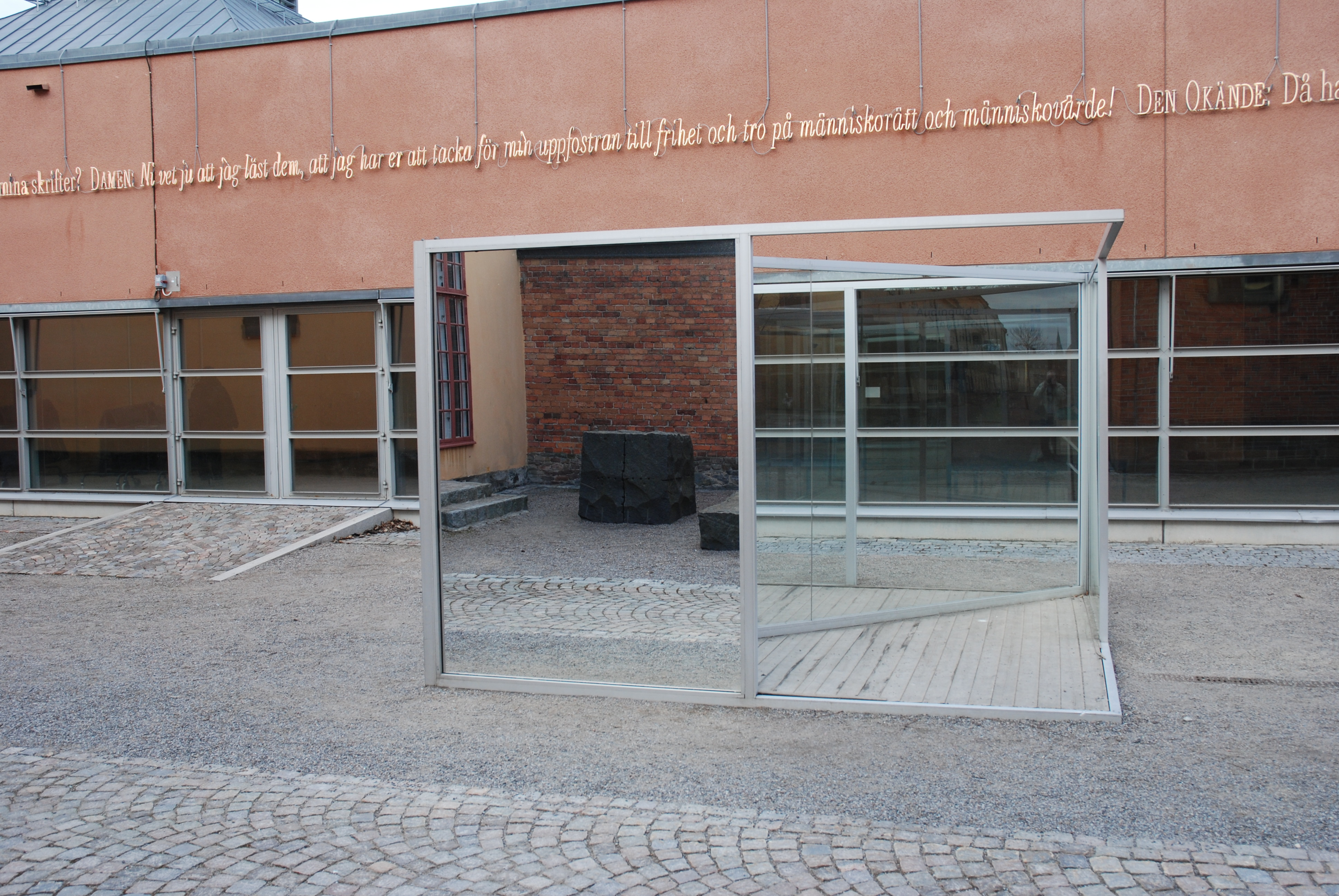
Ulrich Rückriem: "Ohne Titel" widergespiegelt im Pavilon Sculpture II von Dan Graham